# Nvidia Shield

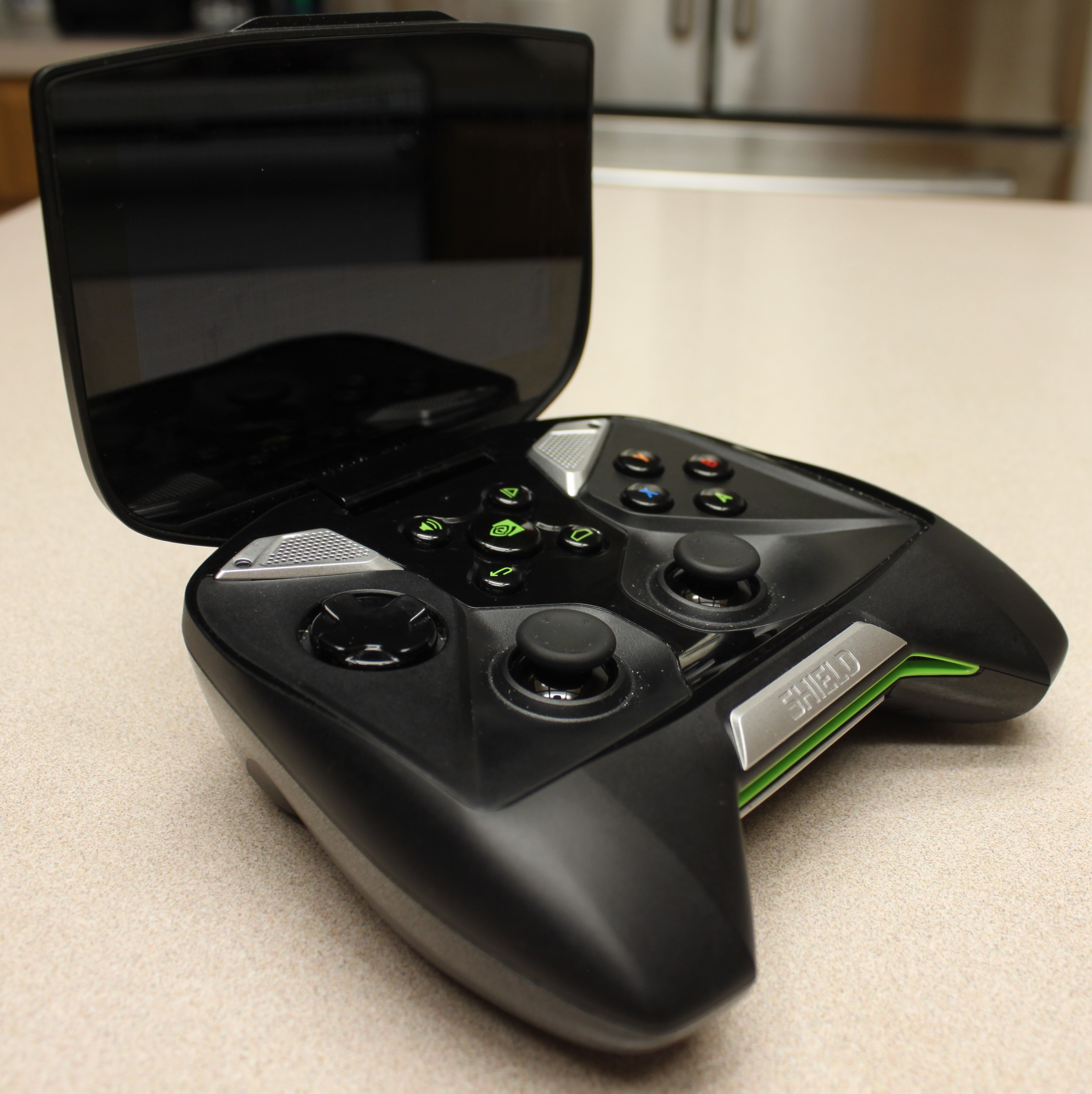
Konsola do gier Nvidia Shield Portable

Nvidia Shield – rodzina cyfrowych urządzeń rozrywkowych firmy Nvidia. Składa się z trzech głównych produktów: urządzenia Nvidia Shield Android TV, tabletu Nvidia Shield i przenośnego urządzenia Nvidia Shield.
Do tej pory firma Nvidia najbardziej była znana ze swoich procesorów graficznych (GPU) GeForce, Quadro i Tesla wykorzystywanych w komputerach PC, stacjach roboczych, serwerach, superkomputerach i konsolach do gier, konkurując z firmami Intel i AMD. Teraz firma Nvidia rozszerzyła obszar swojej działalności, wprowadzając na rynek mobilne produkty oparte na swoich układach typu SoC Tegra. W połączeniu z dochodami z branży motoryzacyjnej (zaawansowane systemy wsparcia kierowcy ADAS i technologie wykorzystywane w samodzielnie jeżdżących samochodach), dochody ze sprzedaży produktów z rodziny Shield stanowią obecnie zdecydowaną większość dochodów uzyskiwanych ze sprzedaży układów Tegra1.

## Historia
Firma Nvidia dokonała przełomu latem 2013 roku, wprowadzając na rynek pierwsze urządzenie z rodziny Shield - tablet Shield Portable. Konsola umożliwiała użytkownikom granie w tytuły PC i Android oraz strumieniowanie ich na telewizory HD. Zdaniem dyrektora generalnego, Jen-Hsun Huang, sprzedaż była "skromna", co najprawdopodobniej było związane z ceną, która była wyższa niż ceny podobnych urządzeń gamingowych i tylko nieznacznie niższa od ceny konsoli Xbox1.
Następny członek rodziny pojawił się rok później: tablet Nvidia Shield K1. Urządzenie to posiadało kilka cech, które wyróżniały je na tle innych tabletów. Podobnie jak w przypadku przenośnej konsoli, gracze mogli strumieniować gry między różnymi urządzeniami w domu. Mogli podłączyć go do kompatybilnego telewizora, by cieszyć się jeszcze lepszymi wrażeniami. Najważniejszy jednak był fakt, że tablet ten trafił na rynek wraz z usługą gamingu w chmurze GeForce NOW od firmy Nvidia. Tablet oferował funkcjonalność kilku różnych urządzeń. Pojedyncze urządzenie zapewniało obsługę:
- gier dla systemu Android
- lokalnych gier PC
- gier PC w chmurze
- konsolowego trybu rozgrywki
- transmisji przebiegu rozgrywki w serwisie Twitch[3]

Najnowszym produktem z rodziny Shield jest urządzenie Shield Android TV. Urządzenie Shield Android TV zostało zaprezentowane w 2015 roku podczas konferencji GDC w San Francisco i było wówczas jedną z trzech dostępnych na rynku przystawek Android TV, debiutując po urządzeniu Nexus Player i Razer Forge TV2.
W tym okresie tablet wyróżniał się przede wszystkim oferowaniem treści w rozdzielczości 4K oraz procesorem Tegra X1, dzięki któremu był najwydajniejszym urządzeniem w swojej klasie, w tamtym okresie.

## Shield Portable
| Składnik                        | Specyfikacja |
| ------------------------------- | --- |
| Procesor                        | Czterordzeniowy procesor mobilny NVIDIA® Tegra® 4 wyposażony w 2 GB pamięci RAM |
| Wyświetlacz                     | 5-calowy wielodotykowy wyświetlacz HD 1280x720 |
| Dźwięk                          | Umieszczone z przodu głośniki stereo z portem bass reflex i wbudowanym mikrofonem |
| Pamięć masowa*                  | 16 GB *część pamięci zajęta jest przez oprogramowanie systemowe. |
| Unikalny kolor obudowy          | Srebrny |
| Łączność bezprzewodowa          | 802.11n 2x2 MIMO 2.4 GHz oraz Wi-Fi 5 GHz Bluetooth 4.0 LE; GPS |
| Łączność i gniazda połączeniowe | Wyjście Mini-HDMI; Micro-USB 2.0 Slot na kartę MicroSD; Stereofoniczne złącze słuchawkowe typu jack 3,5 mm z obsługą mikrofonu                                                                                  |
| Czujniki ruchu                  | 3-osiowy żyroskop 3-osiowy akcelerometr |
| Funkcje gamingowe               | Kompatybilność z kontrolerem SHIELD NVIDIA GameStream; Usługa strumieniowania gier NVIDIA GRID Tryb konsolowy Gamepad Mapper                                                                                    |
| Funkcje wideo                   | Kompatybilność z formatem 4K Ultra-HD |
| Aktualizacje oprogramowania     | Aktualizacje oprogramowania SHIELD, zapewniane bezpośrednio przez firmę NVIDIA |
| Przyciski i manipulatory        | Dwa analogowe joysticki D-pad Lewy/prawy spust analogowy Lewy/prawy bumper Przyciski A/B/X/Y Regulacja głośności Przyciski Home i Back systemu Android™ Przycisk Start Przycisk NVIDIA zasilanie/wielofunkcyjny |

## Tablet Nvidia Shield X1
| Składnik                    | Specyfikacja |
| --------------------------- | --- |
| Procesor                    | Procesor NVIDIA® Tegra® X1 z 256-rdzeniową jednostką GPU 3 GB pamięci RAM |
| Funkcje wideo               | Kompatybilność z formatem 4K Ultra HD Odtwarzanie w jakości 4K przy 60 FPS (VP9, H265, H264) Rejestrowanie w jakości 4K przy 30 FPS (H264, H265) Obsługuje:MPEG-2/ MPEG-4/ Xvid/ DivX/ WMV9/ ASF/ AVI/ MKV/ MOV/ M2TS/ MPEG-TS/ H.263/ H.264/ H.265/ VC-1/ VP8/ VP9 |
| Dźwięk                      | 7.1 i 5.1 surround przez złącze HDMI Odtwarzanie dźwięku o wysokiej rozdzielczości do 24 bitów/192 kHz przez złącze HDMI lub USB Próbkowanie dźwięku w wysokiej rozdzielczości do 24 bitów/192 kHz przez złącze USB Obsługuje: AAC, AAC+, eAAC+, MP3, WAVE, AMR, OGG Vorbis, FLAC, PCM, WMA, WMA-Pro, WMA-Lossless, DD+/DTS (pass-through), DTS-HD MA (pass-through), Dolby TrueHD (pass-through) |
| Pamięć masowa               | 16 GB i 500 GB (Uwaga: część pamięci zajmowana jest przez oprogramowanie systemowe). Możliwość rozbudowy pamięci masowej za pomocą kart microSD i dysków USB. |
| Łączność bezprzewodowa      | 802.11ac 2x2 MIMO 2,4 GHz oraz Wi-Fi 5 GHz Bluetooth 4.1/BLE |
| Interfejsy                  | Gigabit Ethernet HDMI 2.0, HDCP 2.2 Dwa złącza USB 3.0 (typ A) Micro-USB 2.0 Slot na kartę MicroSD Odbiornik podczerwieni (kompatybilny z Logitech Harmony) |
| Waga i wymiary              | Waga: 23 oz / 654 g; Wysokość: 1,0 cal / 25 mm Szerokość: 8,3 cala / 210 mm Głębokość: 5,1 cala / 130 mm |
| System operacyjny           | Android 6.0 (Marshmallow) oparty na platformie Android TV i Google Cast |
| Aktualizacje oprogramowania | Aktualizacje oprogramowania SHIELD, zapewniane bezpośrednio przez firmę NVIDIA |
| Zasilanie                   | Zasilacz 40 W (typowy pobór mocy 5-10 W) |
| Funkcje gamingowe           | Usługa strumieniowania gier NVIDIA GeForce NOW™ NVIDIA Share; NVIDIA GameStream™ |
| Dołączone aplikacje         | Netflix Sklep Google Play YouTube Google Play Movies & TV Google Play Music Photos & Videos PLEX |

## Nvidia Shield K1
| Składnik                    | Specyfikacja |
| --------------------------- | --- |
| Procesor                    | NVIDIA® Tegra® K1 ze 192-rdzeniową jednostką GPU opartą na architekturze Kepler jednostka CPU ARM Cortex A15, 2,2 GHz, 2 GB RAM          |
| Wyświetlacz                 | 8-calowy, wielodotykowy wyświetlacz Full HD o rozdzielczości 1920x1200                                                                   |
| Funkcje wideo               | Kompatybilność z formatem 4K Ultra-HD |
| Dźwięk                      | Umieszczone z przodu stereofoniczne głośniki z wbudowanym mikrofonem                                                                     |
| Pamięć masowa*              | 16 GB *część pamięci zajęta jest przez oprogramowanie systemowe.                                                                         |
| Łączność bezprzewodowa      | 802.11n 2x2 MIMO 2,4 GHz i Wi-Fi 5 GHz Bluetooth 4.0 LE, GPS / GLONASS                                                                   |
| Interfejsy                  | Wyjście Mini-HDMI HDCP 1.4, Micro-USB 2.0, slot na kartę MicroSD stereofoniczne gniazdo słuchawkowe typu jack 3,5 mm z obsługą mikrofonu |
| Czujniki ruchu              | 3-osiowy żyroskop, 3-osiowy akcelerometr, 3-osiowy kompas                                                                                |
| Funkcje gamingowe           | Kompatybilność z kontrolerem SHIELD Usługa gamingu w chmurze GeForce NOW™ Tryb konsolowy NVIDIA ShadowPlay                               |
| Aparaty                     | Przód: 5MP HDR Tył: 5 MP HDR z funkcją auto focus                                                                                        |
| Waga i wymiary              | Waga: 12,6 oz / 356 g, wysokość: 8,8 cala / 221 mm Szerokość: 5,0 cali / 126 mm, głębokość: 0,36 cala / 9,2 mm                           |
| Aktualizacje oprogramowania | Aktualizacje oprogramowania SHIELD, zapewniane bezpośrednio przez firmę NVIDIA                                                           |
| Akumulator                  | 19,75 watogodzin |
| System operacyjny           | Android Lollipop (Dostępna jest aktualizacja OTA Android 6.0 Marshmallow)                                                                |
| Dołączone aplikacje         | Google Play, NVIDIA SHIELD Hub, Fallout Shelter, NVIDIA Dabbler™, Squid, Twitch                                                          |